# Duliajan No.1
Duliajan No.1 là một thị trấn thống kê (census town) của quận Dibrugarh thuộc bang Assam, Ấn Độ.

## Nhân khẩu
Theo điều tra dân số năm 2001 của Ấn Độ, Duliajan No.1 có dân số 5320 người. Phái nam chiếm 53% tổng số dân và phái nữ chiếm 47%. Duliajan No.1 có tỷ lệ 77% biết đọc biết viết, cao hơn tỷ lệ trung bình toàn quốc là 59,5%: tỷ lệ cho phái nam là 81%, và tỷ lệ cho phái nữ là 73%. Tại Duliajan No.1, 11% dân số nhỏ hơn 6 tuổi.